# Johan Bernhard Hjort
Johan Bernhard Hjort   (Christiania, 25 de febrer de 1895 - Oslo, 23 de febrer de 1969) va ser un advocat del Tribunal Suprem de Noruega.
Després d'incorporar-se al bufet d'Harald Nørregaard en 1932, va continuar amb l'empresa després de la Segona Guerra Mundial com Advokatfirmaet Hjort, que avui és un dels principals bufets d'advocats de Noruega. Hjort també va destacar per la seva participació en el partit feixista Nasjonal Samling en la dècada de 1930, però va abandonar el partit en 1937 i es va convertir en membre actiu de la resistència antinazi durant la Segona Guerra Mundial. Va ser empresonat pels nazis i se li atribueix haver salvat la vida de molts presoners gràcies a la seva participació en els Autobusos Blancs. Després de la Segona Guerra Mundial, es va convertir en un dels advocats més importants de Noruega, i va destacar pel seu defensa dels drets dels homosexuals i dels artistes controvertits, com a president de la societat lingüística Riksmålsforbundet, i com a figura pública liberal.